# Камышное (Курская область)
Камышное — село в Беловском районе Курской области, по административному делению с 2011 года входит в состав Гирьянского сельсовета.

## География
Село расположено на юге Курской области, в верхнем течении реки Псёл, на самой границе её пойменной зоны на левом, пониженном, берегу. Через село проходит пересыхающий ручей, впадающий неподалёку от села в реку Псёл.
От районного центра деревня удалена на 14 км, от ближайшего населённого пункта, — деревни Гирьи, — на 2 км; до областного центра, города Курска — около 126 км.

## История
Названием село обязано, по-видимости, расположением на границе поймы, заросшей ко времени заселения камышом.
Весной 1885 года жителями села Камышное на берегу реки Псёл был обнаружен клад, содержавший 238 серебряных польских монет — полтораков, чеканенных в 1621—1625 годах при польском короле Владиславе IV, и 99 русских серебряных копеек, чеканенных при Петре I. Найденный клад позволяет с некоторой вероятностью предположить, что в начале XVIII века село Камышное уже существовало.
Во время Гражданской войны в России, в январе 1921 года, через село Камышное, преследуемые частями Красной армии, двигались боевые соединения армии Махно. Исследователями истории Курского края задокументированы свидетельства трёх очевидцев — жителей села Камышное:

Махновцы появились у нас в январе, проходили через наше село […] отступая на Мирополье, тянулись почти целый день. Впереди двигалась колонна примерно в сотню человек, по три в ряд. Все были одеты в чёрную форму (черные штаны, сапоги, полушубки, шапки), в голове колонны везли два черных знамени. Знамёна были свернуты, но не зачехлены. Первое украшали махры типа аксельбанта, второе с какой-то вышивкой. Всадники отряда выглядели устало, но сытно, были вооружены винтовками и саблями, сидели на хороших лошадях. Угощали местных детей сахаром, торбы с которым висели у них перед седлами, обещали дать ещё больше, если кто-нибудь укажет на хозяев, имеющих хороших коней…— Александр Демченко, Сетевое СМИ «Друг для друга Курск Онлайн», № 38 (988) от 17 сентября 2013
С 23 февраля 1998 г. по 09 февраля 2011 года, село Камышное являлось административным центром одноимённого сельсовета. При очередной административной реформе сельская администрация была ликвидирована путём присоединения к Гирьянскому сельсовету.
14 августа 2024 года село было оккупировано ВСУ. На 1 октября 2024 года находится под контролем России.

## Население
| 2002 | 2010 |
| ---- | ---- |
| 594  | ↘467 |

По состоянию на 2012 год в селе проживало 485 жителей, из них 309 находились в трудоспособном возрасте, 151 — в пенсионном.
Согласно результатам переписи 2002 года, в национальной структуре населения русские составляли 96 % от 594 жителей

## Инфраструктура
Дом культуры, библиотека, фельдшерский акушерский пункт.
Через село проходит дорога муниципального значения «Крупец — Гирьи». Имеется общественная автобусная остановка.

## Экономика
Большая часть жителей заняты в частном сельском хозяйстве. По состоянию на 2012 год крупнейшим местным предприятием был сельскохозяйственный потребительский кооператив «Надежда», в котором был трудоустроен почти каждый третий житель — всего 116 человек; имеется продуктовый магазин.

## Достопримечательности
- На территории деревни находится памятник исторического наследия местного значения — «Памятник воинской славы»[10].